# Mittellateinisches Jahrbuch
Das Mittellateinische Jahrbuch (Internationale Zeitschrift für Mediävistik und Humanismusforschung) ist ein Publikationsorgan der mediävistischen Forschung.
Es wurde 1964 von dem Kölner Ordinarius für Lateinische Philologie des Mittelalters Karl Langosch gegründet und erschien bis einschließlich Band 14 (1979) im Verlag Aloys Henn, Kastellaun. Ab Band 15 erscheint es im Anton Hiersemann Verlag, Stuttgart.
Es publiziert literaturwissenschaftliche und philologische Aufsätze zur lateinischen Textkultur des Mittelalters. Traditionelle Schwerpunkte hierbei sind Paläografie, Textkritik und Editionen; neu hinzugekommen sind Literaturtheorie, Frömmigkeits- und Mentalitätsgeschichte. Der Rezensionsteil informiert über zentrale Neuerscheinungen des Fachs. Der von den Redaktionen erstellte Literaturbericht zum Abschluss eines Jahrgangs bietet in knapper Form einen Überblick über aktuelle Publikationen aus der weiteren Mediävistik. Den Übergangsbereichen zwischen dem Mittellatein und den volkssprachlichen Literaturen, der spätantiken Latinität sowie dem frühneuzeitlichen Humanismus wird sowohl im Aufsatz- als auch im Rezensionsteil Rechnung getragen.
Das Herausgebergremium hat ab Band 51 (2016) folgende Zusammensetzung:
Michael I. Allen (Chicago), Carmen Cardelle de Hartmann (Zürich), Paolo Chiesa (Mailand), Greti Dinkova-Bruun (Toronto), Susanne Köbele (Zürich), Udo Kühne (Kiel), Jean-Yves Tilliette (Genf) und Bettina Wagner (München). Die Leitung liegt bei Carmen Cardelle de Hartmann.